# Richard Kiley
Richard Paul Kiley (Chicago, 31 marzo 1922 – Warwick, 5 marzo 1999) è stato un attore statunitense.
È conosciuto per aver cantato per la prima volta The Impossible Dream (The Quest), tratto dal musical di Broadway Man of La Mancha del 1965, e per aver interpretato il ruolo del califfo nel musical Kismet del 1953. Durante la sua carriera vinse tre Emmy Awards, due Golden Globe e due Tony Awards.

## Biografia

### Primi anni

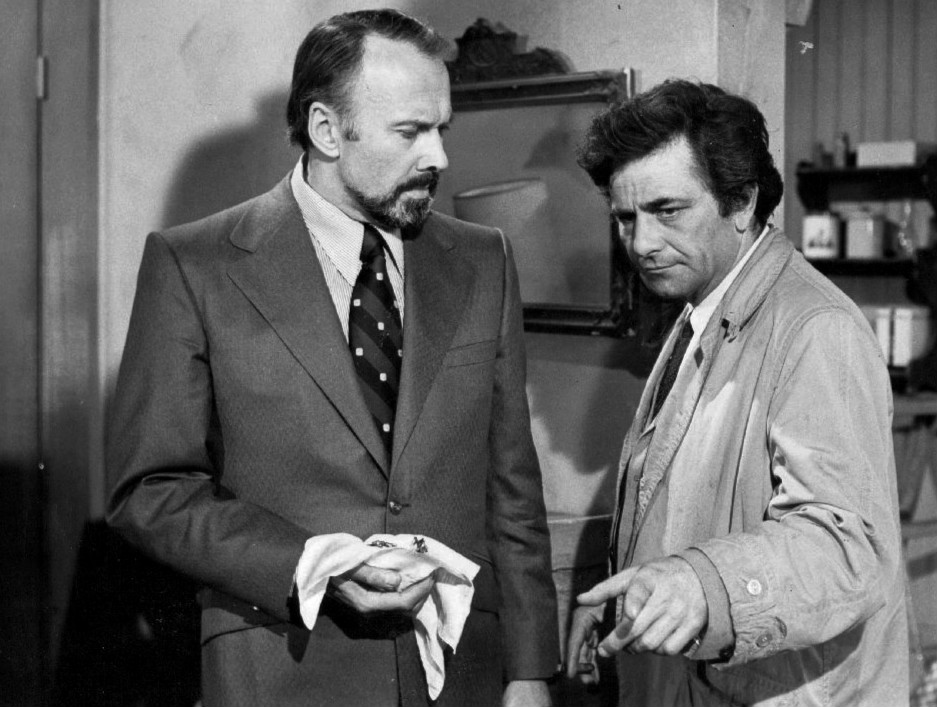
Richard Kiley (a sinistra) con Peter Falk nella serie televisiva Colombo (1974)

Kiley fu educato come cattolico e si diplomò al Mount Carmel High School di Chicago nel 1940. Dopo aver frequentato per un anno la Loyola University Chicago, l'abbandonò per studiare recitazione presso la Barnum Dramatic School. Iniziò a lavorare come attore e annunciatore radiofonico prima di trasferirsi a New York, dove studiò musica con Ray Smolover.

### Carriera
Kiley apparve sul palcoscenico in Kismet, No Strings di Richard Rodgers di cui scrisse musica e testi, I Had a Ball con Buddy Hackett, Redhead, Man of La Mancha e The Max Incomparable .
Vinse il Tony Award come miglior attore in un musical. Il duplice ruolo di Miguel de Cervantes e Don Chisciotte fu uno dei pochi ruoli sia da protagonista sia da attore caratterista contemporaneamente, anziché il classico eroe bello che conquista la ragazza. Kiley dichiarò che si era stancato del solito ruolo da protagonista, ma fu sempre riconoscente per aver avuto la possibilità di interpretarlo.

### Ultimi anni
Kiley vinse numerosi Emmy Awards e Golden Globe per il suo lavoro in televisione, tra cui Uccelli di rovo (1983) e Un anno nella vita (1986-1988). Apparve anche in un episodio di Star Trek: Deep Space Nine.
Prestò la sua voce nel film Jurassic Park (1993) di Steven Spielberg e, fino al 1998, a diversi documentari di network televisivi.

### Morte
Kiley morì nel 1999 a causa di una malattia del midollo osseo, all'età di 76 anni. Le luci dei teatri di Broadway furono spente in suo onore.

## Filmografia parziale

### Cinema
- Luci sull'asfalto (The Mob), regia di Robert Parrish (1951)
- Nessuno mi salverà (The Sniper), regia di Edward Dmytryk (1952)
- Otto uomini di ferro (Eight Iron Men), regia di Edward Dmytryk (1952)
- Mano pericolosa (Pickup on South Street), regia di Samuel Fuller (1953)
- Il seme della violenza (Blackboard Jungle), regia di Richard Brooks (1955)
- La città del vizio (The Phenix City Story), regia di Phil Karlson (1955)
- Passione gitana (Spanish Affair), regia di Luis Marquina e Don Siegel (1957)
- The Power of the Resurrection, regia di Harold D. Schuster (1958)
- Pendulum, regia di George Schaefer (1969)
- The Swan Song, regia di Claude Woolman – cortometraggio (1971)
- Il piccolo principe (The Little Prince), regia di Stanley Donen (1974)
- In cerca di Mr. Goodbar (Looking for Mr. Goodbar), regia di Richard Brooks (1977)
- Amore senza fine (Endless Love), regia di Franco Zeffirelli (1981)
- Miami Cops, regia di Alfonso Brescia (1989)
- The Visual Bible: Matthew, regia di Regardt van den Bergh (1993)
- Phenomenon, regia di Jon Turteltaub (1996)
- Time to Say Goodbye?, regia di David Hugh Jones (1997)
- Patch Adams, regia di Tom Shadyac (1998)
- Jesus the Christ, regia di Regardt van den Bergh (2002)

### Televisione
- Climax! – serie TV, episodio 1x30 (1955)
- General Electric Theater – serie TV, episodio 3x35 (1955)
- The Alcoa Hour – serie TV, episodio 2x16 (1957)
- The Kaiser Aluminum Hour – serie TV, episodio 1x18 (1957)
- Alfred Hitchcock presenta (Alfred Hitchcock Presents) – serie TV, episodio 4x04 (1958)
- Goodyear Theatre – serie TV, episodio 2x04 (1958)
- L'ora di Hitchcock (The Alfred Hitchcock Hour) – serie TV, episodio 2x05 (1963)
- La grande avventura (The Great Adventure) – serie TV, episodio 1x13 (1964)
- The Nurses – serie TV, episodio 2x25 (1964)
- Ben Casey – serie TV, episodio 3x27 (1964)
- Slattery's People – serie TV, episodio 1x04 (1964)
- Mistero in galleria (Night Gallery) – serie TV, episodio pilota (1969)
- Bonanza – serie TV, episodio 12x06 (1970)
- Colombo (Columbo) – serie TV, episodio 3x08 (1974)
- Mike Andros (The Andros Targets) – serie TV, 2 episodi (1977)
- L'inferno può attendere (Angel on My Shoulder), regia di John Berry – film TV (1980)
- The Canterville Ghost, regia di William F. Claxton – film TV (1985)
- Golden Gate, regia di Paul Wendkos – film TV (1981)
- La gatta (If Tomorrow Comes), regia di Jerry London – miniserie TV (1986)
- Ai confini della realtà (The Twilight Zone) – serie TV, episodio 1x59 (1986)
- Un anno nella vita (A Year in the Life) – serie TV, 22 episodi (1986)
- Giorni di fuoco (The Final Days), regia di Richard Pearce – film TV (1989)
- Star Trek: Deep Space Nine – serie TV, episodio 2x09 (1993)

### Doppiatore
- Jurassic Park, regia di Steven Spielberg (1993)

## Doppiatori italiani
- Giuseppe Rinaldi in Luci sull'asfalto
- Pino Locchi in Mano pericolosa
- Gianfranco Bellini in Il seme della violenza
- Cesare Barbetti in Il piccolo principe
- Renato Mori in Amore senza fine
- Massimo Rinaldi in Un anno nella vita
- Sergio Tedesco in Phenomenon
- Sergio Graziani in Time to say goodbye?
- Saverio Indrio in Jurassic Park
- Pietro Biondi in Colombo

## Premi e riconoscimenti
- Primetime Emmy Awards
  - 1988 - Migliore attore protagonista in una serie drammatica - Un anno nella vita